# Клеопатра Селена I
Клеопа́тра I Селе́на (135 до н. э. — 69 до н. э.) — вторая дочь царя Египта Птолемея VIII от Клеопатры III, сестра и жена Птолемея IX, потом (вероятно) Птолемея X, потом жена сирийского царя Антиоха VIII, Антиоха IX, Антиоха X и мать царя Антиоха XIII.

## Биография
У Клеопатры Селены I родилась одна дочь, Береника III и два сына, включая Птолемея XII и, возможно, ещё один сын, тоже по имени Птолемей.
После гибели мужа Антиоха X, покинула Сирию и перебралась в Киликию. Затем вела оборонительную войну против армянского царя царей Тиграна II Великого, который осадив Клеопатру в Птолемаиде, захватил город и в 83 году до н. э., был провозглашён царём Сирии. Позже, по его приказу, её казнили в Селевкии в 69 году до н. э.

…Примерно в то же самое время пришло известие, что армянский царь Тигран ворвался с трёхсоттысячным войском в Сирию и собирается прибыть в Иудею. Это, вполне естественно, испугало царицу и народ, и потому, пока царь осаждал Птолемаиду, к нему было отправлено посольство со многими ценными дарами. В то время Сирией правила царица Селена, иначе называвшаяся Клеопатрою. Она-то и уговорила жителей Птолемаиды закрыть перед Тиграном городские ворота. И вот посланные явились к Тиграну и стали просить его пощадить царицу и их народ, он же благосклонно принял их, ибо они явились столь издалека для выражения своей покорности, и обещал им свою милость. Впрочем, Тигран только что успел взять Птолемаиду, как ему было донесено, что Лукулл, находясь в погоне за Митридатом, упустил его, потому что Митридат спасся бегством в Иверию, и теперь грабит Армению и старается овладеть ею. При этом известии Тигран немедленно поспешил к себе домой.— Иосиф Флавий, «Иудейские древности»

## Предыстория, имя, происхождение
Ко второму веку до нашей эры государство Селевкидов и царство Птолемеев были ослаблены династическими распрями, постоянными войнами друг против друга (известными как сирийские войны) и вмешательством римлян. Чтобы ослабить напряженность, две династии вступили в брак. Клеопатра I из Сирии вышла замуж за Птолемея V из Египта в 193 г. до н. э., а её внучка Клеопатра Тея начиная с 150 года до н. э. вышла замуж за трех сирийских царей подряд. Эти смешанные браки помогли Египту дестабилизировать Сирию, которая была особенно раздроблена между различными претендентами на трон; братья воевали между собой, и Египет вмешивался, поддерживая одного претендента против другого.
Клеопатра Селена родилась между 135 и 130 годом до н. э., её родителями были Птолемей VIII и Клеопатра III. У Клеопатры Селены было много братьев и сестер, в том числе Птолемей IX, Птолемей X и Клеопатра IV. Древние авторы, такие как Цицерон и Аппиан, упоминают, что её звали Селена, а Страбон уточнял, что её прозвали «Клеопатрой». С другой стороны, современные ученые, такие как Артур Хоутон и Кэтрин Лорбер, считали, что Селена на самом деле была эпитетом. Археолог Николас Л. Райт предположил, что она приняла эпитет «Селена», когда стала царицей Египта, и что это обожествляющий эпитет, указывающий на то, что Клеопатра Селена представляла себя как проявление богини Луны на земле. На монетах, отчеканенных на её имя, она записана как Клеопатра Селена. Селена была именем греческой богини луны, и оно связано со словом (σέλας), означающим «свет». «Клеопатра» была династическим именем Птолемеев; оно означает «известная своим отцом» или «известная своими предками». Как царица Сирии, она была второй правительницей под именем 'Клеопатра'. Следовательно, её называют «Клеопатрой II Селеной» чтобы отличить её от её предшественницы и тети Клеопатры I Теи,. которая была матерью мужей Клеопатры Селены Антиоха VIII и Антиоха IX. Классицист Грейс Макурди пронумеровала Клеопатру Селену как «Клеопатру V» в династии Птолемеев, и многие историки использовали это условное обозначение.

## Царица Египта
Брак между братьями и сестрами был известен в Древнем Египте, и, хотя это не было общей практикой, он был приемлем для египтян; Птолемеи практиковали его, возможно, для консолидации династии. В 116 году до н. э. Птолемей VIII умер, его посмертной волей Клеопатра III должна была править вместе с одним соправителей по её выбору из двух её сыновей; она хотела выбрать Птолемея X, но жители Александрии выступили против этого, заставив её принять восхождение Птолемея IX на престол. Вскоре после его возвышения Клеопатра III вынудила Птолемея IX развестись с его сестрой Клеопатрой IV,, на которой он женился до смерти отца; историк 2-го века Юстин намекнул, что Клеопатра III сделала это условием принятия его в качестве соправителя. Клеопатра Селена, любимая своей матерью Клеопатрой III, была избрана новой королевой-консортом в 115 г. до н. э. В 107 году до н. э. отношения между Птолемеем IX и его матерью ухудшились; Клеопатра III вынудила его покинуть Египет, и он оставил свою жену и детей.
В том же 107 году до н. э. Клеопатру Селену, вероятно, выдали замуж за нового царя, её младшего брата Птолемея X. В 103 году до н. э. Птолемей IX сражался в Иудее с Александром Яннаем. Царица-мать опасалась союза против неё между Птолемеем IX и его союзником Антиохом IX из Сирии, который вел гражданскую войну со своим братом Антиохом VIII; это побудило её отправить войска в Сирию. Клеопатра III и Птолемей X завоевали Птолемаилу, согласно Юстину, потрясенный жестокостью матери царь бросил её и бежал; затем Клеопатра III решила выдать Клеопатру Селену замуж за Антиоха VIII с целью привлечь его на свою сторону в противовес альянсу Птолемея IX и Антиоха IX. Если принять, что Клеопатра Селена вышла замуж за Птолемея X, то Клеопатра III развелась с ним после того, как он дезертировал..

## Царица Сирии

### Царская супруга
Брак Клеопатры Селены и Антиоха VIII состоялся ок. 102 г. до н. э.; историк Лео Кадман предположил, что Клеопатра III отдала свою дочь сирийскому царю в Птолемаиде, прежде чем отступить в Египет, и что Клеопатра Селена сохранила этот город в качестве своей основной базы до конца своей жизни. Подробности жизни Клеопатры Селены с Антиохом VIII неясны; никаких известных потомков не произошло от брака, хотя известно шесть детей Антиоха VIII от его предыдущего брака. В 96 году до н. э. генерал Гераклеон из Берои убил Антиоха VIII и попытался узурпировать трон, но потерпел неудачу и отступил в свой родной город.. Столица Сирии, Антиохия, была часть царства Антиоха VIII на момент его убийства; Вероятно, там жила Клеопатра Селена..
Царица прожила в столице некоторое время, прежде чем выйти замуж за Антиоха IX. Каким образом Антиох IX взял под свой контроль Антиохию и его новую жену в 95 году до н. э., неясно; он мог взять город силой, а могло быть, сама Клеопатра Селена открыла ему ворота. По мнению историка Огюста Буше-Леклерка, у Клеопатры Селены не было особых причин доверять пятерым сыновьям своего предыдущего мужа; царице нужен был союзник, который помог бы ей контролировать столицу, в то время как Антиоху IX нужна была жена и влияние Клеопатры Селены на городской гарнизон и чиновников её покойного мужа. Маловероятно, что этот брак был хорошо воспринят сыновьями Антиоха VIII. Первым из них выступил Селевк VI, обосновавшийся в Киликии. В течение года после женитьбы на Клеопатре Селене Антиох IX выступил против своего племянника, но потерпел поражение и был убит. Вскоре после этого Селевк вошел в столицу. Клеопатра Селена, вероятно, бежала до прибытия нового царя. В качестве альтернативы она могла быть отправлена для защиты в Арвад Антиохом IX перед тем, как он выступил против Селевка.
В 218 SE (95/94 г. до н. э.) Антиох X, сын Антиоха IX, провозгласил себя царем в Арвадосе, и женился на Клеопатре Селене. У династии Селевкидов был прецедент, когда сын женился на своей мачехе: Антиох I женился на своей мачехе Стратонике, и это могло облегчить жизнь Клеопатры Селены. Тем не менее, брак был скандальным. Аппиан написал анекдот об эпитете Антиоха X «Eusebes» («благочестивый»): сирийцы дали ему его, чтобы высмеять его демонстрацию верности отцу, когда он ложился спать с его вдовой. Обоснование брака могло быть прагматическим: Антиох X стремился стать царём, но имел мало ресурсов и нуждался в царице. Клеопатре Селене было за сорок, и она не могла просто выйти замуж за иностранного царя.. Антиох X вытеснил Селевка VI из Антиохии в 94 году до н. э. и правил северной Сирией и Киликией, в то время как братья Селевка VI Филипп I и Деметрий III правили Верией и Дамаском соответственно. Последнее свидетельство правления Антиоха X датируется 92 годом до н. э.;  обычно считается, что он умер примерно в этот же день. Древние источники содержат противоречивые отчеты и даты, а нумизмат Оливер Д. Гувер предложил дату кончины Антиоха X 224 SE (89/88 г. до н. э.). Антиохию взял Деметрий III, затем Филипп I.

### Царствующая королева и регент
Местонахождение Клеопатры Селены во время правления преемников Антиоха X в Антиохии неизвестно. Очевидно, она укрылась со своими детьми где-то в государстве, и, возможно, бежала в Киликию или Келесирию, вероятно, в город Птолемаиду, которым она владела до самой смерти. Правивший в Дамаске Антиох XII, ещё один сын Антиоха VIII, умер в 230 г. до н. э. (83/82 г. до н. э.) Когда трон Антиоха XII освободился, Клеопатра Селена провозгласила царём своего сына Антиоха XIII.
На основании свидетельств монет, изображающих её рядом с её правящим сыном, кажется, что Клеопатра Селена выступала в качестве регента. Было найдено много этих монет, и на них изображён Антиох XIII на заднем плане и она сама на переднем плане в стиле царствующей королевы, где имя Клеопатры Селены написано перед именем царя. Когда она объявила своего сына королём, Клеопатра Селена контролировала земли в Киликии или Финикии или в обеих странах. Археолог Альфред Беллинджер предположил, что она контролировала несколько прибрежных сирийских городов с базы в Киликии; она определённо контролировала Птолемаиду и, вероятно, Селевкию Пиерию. Историк I века Иосиф Флавий писал о «Селене… правившей в Сирии», указывая на её продолжающееся влияние, несмотря на то, что она никогда не контролировала столицу. Её дети, вероятно, остались в Киликии или где-то ещё в Малой Азии для защиты, что объясняет прозвище Антиоха XIII «Asiaticus».

## Комментарии
1. ↑  В Prosopographia Ptolemaica запись о Селене находится под номером 14520[22].
2. ↑  Юстин писал, что Клеопатра III «лишила двух дочерей мужей, выдав их по очереди замуж за своих братьев»[38]. По мнению Кристофера Дж. Беннета это указывает на развод Клеопатры Селены и Птолемея X; в нем прямо утверждалось, что каждый из сыновей Клеопатры III был вынужден развестись со своей сестрой королевой-матерью. Известно, что Птолемей IX был вынужден развестись с Клеопатрой IV, которая впоследствии никогда не была в положении, когда королева-мать могла заставить ее развестись с Птолемеем X. Это оставляет принудительный развод между Клеопатрой Селеной и Птолемеем X как единственный возможный вариант объяснения замечания Джастина[39]
3. ↑  Нумизмат Артур Хоутон предположил, что убийство Антиоха VIII произошло в 97 г. до н.э., потому что монеты его сына Селевка VI предполагают более раннюю дату, чем 96 год до н.э.[44] Это оспаривается нумизматом Оливером Д. Гувером, который отметил, что причиной того, что Хоутон понизил год смерти Антиоха VIII, было необычно высокое производство монет Селевка VI, но король нередко удваивал свое производство за один год в случае необходимости; следовательно, 96 г. до н.э. остается более вероятным[45]
4. ↑  По мнению Джона Уайтхорна, Клеопатра Селена осталась во дворце при Гераклеоне, а затем бежала к Антиоху IX в Антиохию, поняв, что Гераклеон никогда не будет принят как царь.[47]  Нет никаких доказательств того, что Гераклеон когда-либо контролировал Антиохию, место убийство царя неизвестно[48]
5. ↑  Возраст Селены вызывает вопросы у современных историков; известно, что она родила Антиоху X двоих детей, и Эдвин Бивен предположил, что женой Антиоха X была более молодая женщина, которую также звали «Селена». Макурди отверг эту гипотезу по нескольким причинам; Аппиан ясно давал понять, что Клеопатра Селена, вышедшая замуж за Антиоха X, была той же женщиной, которая вышла замуж за Антиоха VIII и Антиоха IX. Евсевий подтвердил, что Клеопатра Селена, жена Птолемея IX, была той же женщиной, которая позже вышла замуж за трёх царей Селевкидов. Кроме того, жена Антиоха X отправила своих детей в Рим, чтобы подать прошение в сенат об их правах на престол Птолемея, и женщина, не имеющая прямых связей с царской семьёй, не стала бы подавать такое заявление[53]
6. ↑  Наследование престола Клеопатрой Селеной и Антиохом XIII после смерти Антиоха XII не упоминается в древних литературных источниках и реконструируется с использованием нумизматических свидетельств[64].
7. ↑  В 1949 году одна из них из коллекции Анри Арнольда Сейрига была датирована Альфредом Беллинджером 92 годом до н.э., что побудило некоторых современных историков, таких как Кей Элинг, предположить, что Клеопатра Селена правила Антиохией в промежутке между смертью ее последнего мужа. и прибытием Деметрия III[66]. Сам Беллинджер в 1952 году выражал сомнения в собственной датировке[67]; нумизматы XXI века относят монету к приблизительно 82 г. до н. э.[66].